# 白鹤镇 (常德市)
白鹤镇，原为白鹤山乡，是中华人民共和国湖南省常德市武陵区下辖的一个乡镇级行政单位。2015年，撤销白鹤山乡设立白鹤镇。

## 行政区划
白鹤镇下辖以下地区：
万金障村、罗湾村、月亮村、太阳村、沾天湖村、郑家河村、梁山村、肖伍铺村、马垅桥村、大流陂村、双寿村、桃树岗村、东山村、白鹤山村、栗里岗村、长生桥村、赵公桥村、流溪湖村、新港村、罗家湖村、卸甲洲村、吴家口村和马巷子村。